# Takao Kawaguchi
Takao Kawaguchi –en japonés, 川口 孝夫, Kawaguchi Takao– (Hiroshima, 13 de abril de 1950) es un deportista japonés que compitió en judo.
Participó en los Juegos Olímpicos de Múnich 1972, obteniendo una medalla de oro en la categoría de –63 kg. Ganó dos medallas en el Campeonato Mundial de Judo en los años 1971 y 1973, y una medalla en el Campeonato Asiático de Judo de 1970.

## Palmarés internacional
| Juegos Olímpicos    | Juegos Olímpicos   | Juegos Olímpicos | Juegos Olímpicos |
| Año                 | Lugar              | Medalla          | Categoría        |
| ------------------- | ------------------ | ---------------- | ---------------- |
| 1972                | Múnich (RFA)       | Medalla de oro   | –63 kg           |
| Campeonato Mundial  |                    |                  |                  |
| Año                 | Lugar              | Medalla          | Categoría        |
| 1971                | Ludwigshafen (RFA) | Medalla de oro   | –63 kg           |
| 1973                | Lausana (Suiza)    | Medalla de plata | –63 kg           |
| Campeonato Asiático |                    |                  |                  |
| Año                 | Lugar              | Medalla          | Categoría        |
| 1970                | Kaohsiung (Taiwán) | Medalla de oro   | –63 kg           |